# Wampierzów

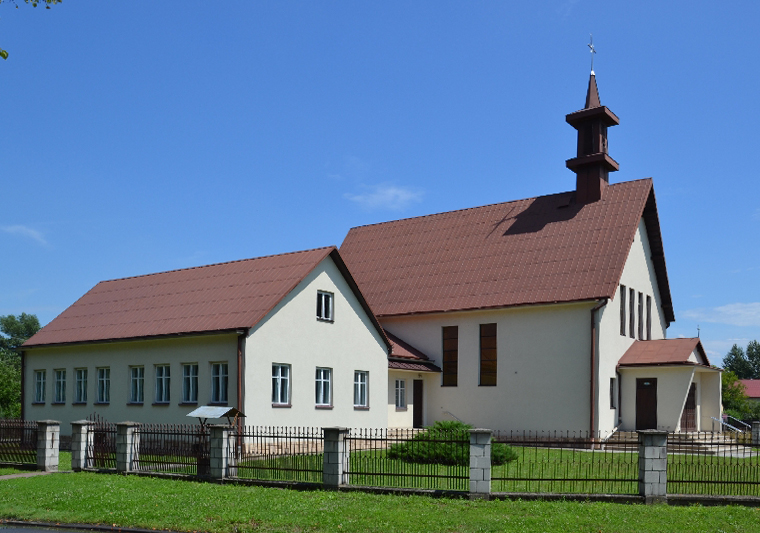
Kaplica pw. Świętego Wojciecha w Wampierzowie

Wampierzów – wieś w Polsce, położona w województwie podkarpackim, w powiecie mieleckim, w gminie Wadowice Górne.
| SIMC    | Nazwa       | Rodzaj    |
| ------- | ----------- | --------- |
| 0835160 | Błonie      | część wsi |
| 0835176 | Borowina    | część wsi |
| 0835182 | Budzyń      | część wsi |
| 0835199 | Cegielnia   | część wsi |
| 0835207 | Podbudzynie | część wsi |
| 0835220 | Za Szkołą   | część wsi |
| 0835213 | Zagrody     | część wsi |

W latach 1975–1998 miejscowość administracyjnie należała do województwa tarnowskiego.
W Wampierzowie znajduje się kaplica pw. Świętego Wojciecha, która jest kościołem filialnym parafii  pw. św. Anny w Wadowicach Górnych
Wampierzów jest miejscowością rodzinną Wojciecha Ziemby (1941-2021), arcybiskupa seniora archidiecezji warmińskiej.